# Oncidium oliganthum
Oncidium oliganthum là một loài thực vật có hoa trong họ Lan. Loài này được (Rchb.f.) L.O.Williams ex Correll mô tả khoa học đầu tiên năm 1948.